# Premio Occhialini
Il Premio Occhialini è stato istituito nel 2007 dalla Società Italiana di Fisica (SIF) insieme all'Institute of Physics (IOP) inglese, per onorare la memoria del fisico Giuseppe Occhialini. Il premio viene assegnato ad anni alterni dal Consiglio di una delle due società a un fisico selezionato da un elenco di candidati presentato dall'altra. Il premio consiste in una medaglia d'argento e un premio in denaro (3000 euro), ed è consegnato ai fisici vincitori per un lavoro eminente svolto nei 10 anni precedenti al premio.

## Premiati
Lista dei vincitori della medaglia Occhialini, dal 2008.
| Anno | Vincitore             | Istituto                                                                               | Campo di studi                                                     |
| ---- | --------------------- | -------------------------------------------------------------------------------------- | ------------------------------------------------------------------ |
| 2008 | Francesco Vissani     | Laboratori Nazionali del Gran Sasso dell'INFN                                          | Fisica del neutrino (masse e mescolamenti)                         |
| 2009 | Gaetana Laricchia     | University College London                                                              | Fisica dei positroni                                               |
| 2010 | Ignazio Ciufolini     | Università del Salento                                                                 | Relativita' generale                                               |
| 2011 | Gian Luca Oppo        | University of Strathclyde                                                              | Lasers, ottica quantistica e non-lineare, calcoli su piccola scala |
| 2012 | Eugenio Coccia        | Università degli Studi di Roma Tor Vergata e INFN                                      | Onde gravitazionali e fisica astroparticellare                     |
| 2013 | Silvia Pascoli        | Institute for Particle Physics Phenomenology, Department of Physics, Durham University | Fenomenologia del neutrino                                         |
| 2014 | Alessandro Tredicucci | Università di Pisa                                                                     | Eterogiunzioni                                                     |
| 2015 | James Binney          | University of Oxford                                                                   | Dinamica delle galassie                                            |
| 2016 | Carla Andreani        | Università degli Studi di Roma Tor Vergata                                             | Spettroscopia neutroni                                             |
| 2017 | Michele Vendruscolo   | University of Cambridge                                                                | Struttura, dinamica ed interazione delle proteine                  |
| 2018 | Elena Pian            | Osservatorio astronomico di Bologna                                                    | Astronomia delle onde gravitazionali                               |
| 2019 | John D. Barrow        | University of Cambridge                                                                | Cosmologia                                                         |
| 2020 | Marica Branchesi      | Gran Sasso Science Institute                                                           | Astronomia delle onde gravitazionali                               |
| 2021 | Marialuisa Aliotta    | University of Edinburgh                                                                | Astrofisica nucleare                                               |
| 2022 | Mario Nicodemi        | Università di Napoli "Federico II"                                                     | Meccanismi di ripiegamento dei cromosomi                           |
| 2023 | Paolo G. Radaelli     | University of Oxford                                                                   | Studio ossidi con proprietà magnetiche                             |